# Leo Ryan
Leo Joseph Ryan Jr. (ur. 5 maja 1925 w Lincoln, zm. 18 listopada 1978 w Jonestown) – amerykański polityk demokratyczny, kongresmen.

## Życiorys
Urodzony 5 maja 1925 w Lincoln, w stanie Nebraska. W dzieciństwie mieszkał także w stanach Illinois, Nowy Jork, Floryda, Massachusetts i Wisconsin. W czasie II wojny światowej wstąpił do United States Navy i służył w niej do 1946 r. – był marynarzem na okrętach podwodnych. Po powrocie do rodzinnej Nebraski studiował na Creighton University, po czym przeniósł się do Kalifornii, gdzie został nauczycielem w szkole średniej.
Zaangażował się w politykę, zasiadał w radzie miasta South San Francisco przez sześć lat, a w 1962 r. został jego burmistrzem, jednak stanowisko pełnił tylko kilka miesięcy, ponieważ w tym samym roku został członkiem kongresu Kalifornii i zasiadał w nim do roku 1972. Od 1973 r. pełnił funkcję członka Izby Reprezentantów Kongresu Stanów Zjednoczonych z 11. dystryktu Kalifornii.
Znany z chęci dogłębnego poznawania tematów, którymi się zajmował. W czasie zamieszek w 1965 r. zamieszkał z rodziną Afroamerykanów, by poznać życie tej społeczności. W czasie zasiadania w komisji opracowującej reformę więziennictwa dziesięć dni spędził anonimowo w więzieniu Folsom.
W 1978 r. zainteresował się działaniami rodzin członków, istniejącej w Stanach Zjednoczonych, sekty Świątynia Ludu, którzy domagali się od władz zbadania jej działalności. Ryan zorganizował wyjazd do ośrodka sekty znajdującego się w Jonestown w Gujanie, by przyjrzeć się jej i zabrać do Stanów Zjednoczonych tych, którzy chcieli porzucić życie w sekcie. Do Jonestown przybył 17 listopada 1978 i szybko stwierdził, że istnieje grupa osób chcących uciec ze zgromadzenia. Następnego dnia prowadził negocjacje w sprawie wyjazdu do Stanów Zjednoczonych części osób. W tym czasie jeden z członków sekty usiłował zabić go nożem. Kolejny członek zgromadzenia dokonał zamachu podczas wsiadania delegacji do samolotu, otwierając ogień i zabijając Ryana oraz cztery inne osoby, a raniąc dziesięć.
Reakcją przywódcy sekty, Jima Jonesa, na śmierć kongresmena było wezwanie członków zgromadzenia do dokonania jeszcze tego samego dnia zbiorowego samobójstwa. W efekcie zginęło ponad 900 osób, część wbrew swej woli.
W 1983 r. został pośmiertnie odznaczony Złotym Medalem Kongresu.